# Teig

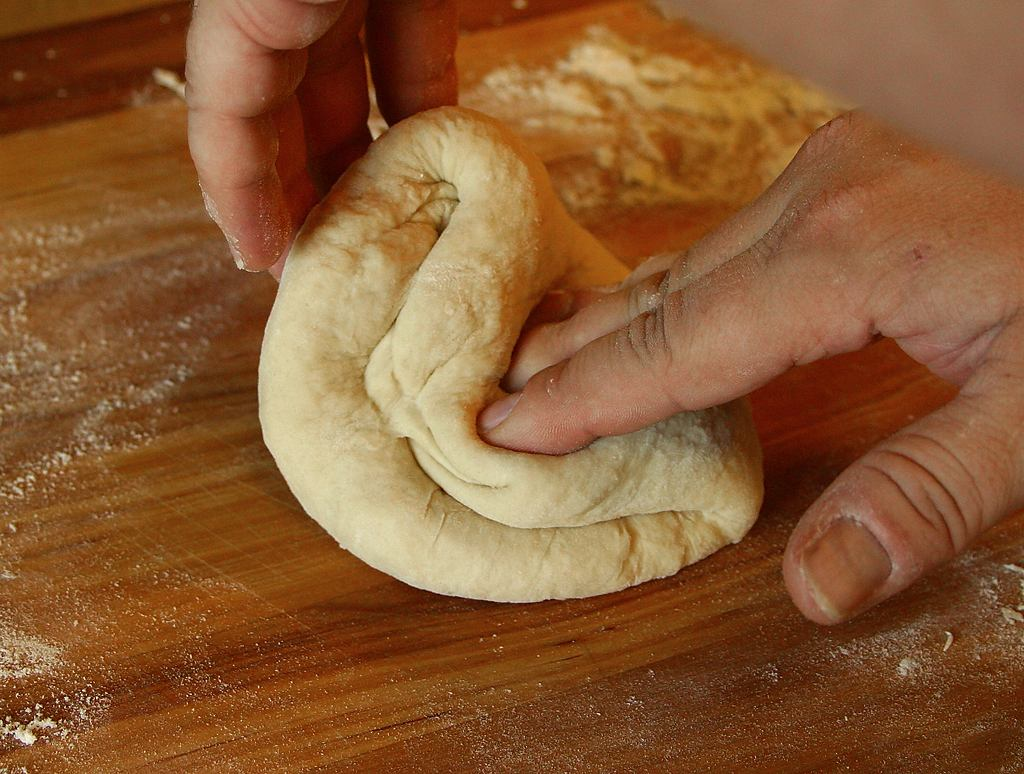
Kneten eines Pizza-Teiges

Teig ist eine Zubereitung, die hauptsächlich aus einem Getreidemahlerzeugnis (Mehl) besteht und einen plastischen, formbaren Zustand hat, der sich durch Verquellung der Getreideeiweißstoffe mit Flüssigkeit ergibt. Man kann Brotteige und Feinteige unterscheiden; Feinteige können mit Hefe gelockert sein (z. B. für Plunder, Stollen) oder ohne Hefe (z. B. Mürbeteig, Blätterteig, Lebkuchenteig). Gebäcke aus Teigen haben in der Rezeptur überwiegend mehlartige Bestandteile, die Lockerung des Teiges erfolgt beim Backen durch die Gärgase der Hefe oder durch Wasserdampf. Im Unterschied haben Massen einen hohen Anteil an Fett, Eiern und Zucker (Makronenmasse, Wiener Masse).

## Etymologie
Das Wort stammt vom mittelhochdeutschen teic ab, lehnt sich aber eventuell auch an das gotische deigan an, was „Kneten“ oder „(aus) Ton bilden“ bedeutet.

## Zwischenprodukt der Backwarenherstellung

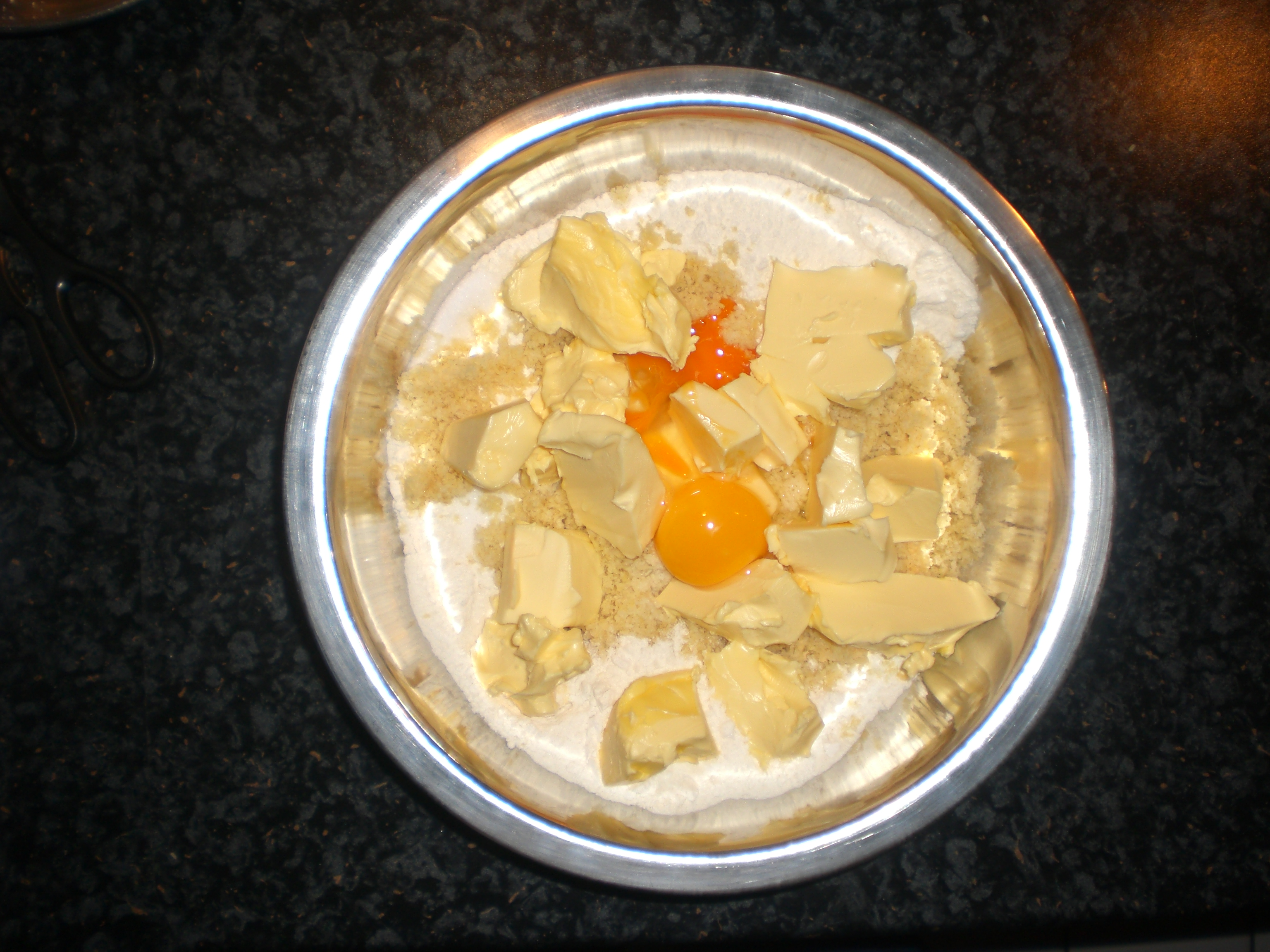
Mehl, Zucker, Mandeln, Butter, Eier für Plätzchen-Teig

Mehl und Flüssigkeit (vorwiegend Wasser, Milch) werden durch Rühren, Schlagen, Kneten zu einem homogenen Gemisch verarbeitet. Diese Teige können in der Regel von Hand oder mit Maschinen weiterverarbeitet werden. Bei Weizenmehlen sorgt das Klebereiweiß für eine elastische Konsistenz. Weitere Zutaten könnten zum Beispiel sein: Speisesalz, Triebmittel zur Lockerung und/oder andere Lebensmittel wie Fett (Butter oder Margarine) und Ei. Nach einer biologischen, chemischen oder physikalischen Teiglockerung und anschließendem Backvorgang bildet sich die eigentliche Struktur der fertigen Backware mit Krume und Kruste. Die Ausprägung wird durch die Zutaten und die Verarbeitung bei der Teigherstellung und beim Backen (Temperaturverlauf) bestimmt.
Man kann diese Teige unterteilen nach:
- den Zutaten: schwere Teige (viel Fett und Zucker) oder leichte Teige (wenig bis kein Fett oder Zucker)
- der Art des Triebmittels: Hefe-, Backpulver- oder Sauerteig
- der Art des Enderzeugnisses: Blätterteig, Mürbeteig, Brotteig, Kuchenteig und so weiter

Viele Teige werden heute als Halbfertigerzeugnisse gekühlt oder tiefgefroren angeboten, z. B. Strudelteig, Pizzateig, Yufkateig.

## Unterschiede zwischen Massen und Teigen
Massen und Teige unterscheiden sich deutlich, aber selbst Fachkräfte bezeichnen häufig Massen als Teige.
| Merkmal     | Masse                                                                         | Teig                                                                      |  |
| ----------- | ----------------------------------------------------------------------------- | ------------------------------------------------------------------------- |  |
| Rohstoffe   | Eier, Zucker, Stärkepuder, Fett                                               | Mehl, Wasser oder Milch                                                   |  |
| Herstellung | Rühren, Aufschlagen                                                           | Kneten oder Rühren (Spritzmürbeteig)                                      |  |
| Konsistenz  | weich, schaumig                                                               | formbar (Teiglinge behalten ihre Form)                                    |  |
| Lockerung   | Luft, Wasserdampf oder Backpulver                                             | Hefe, Wasserdampf (bei Blätterteig), Kaliumcarbonat (bei Lebkuchenteigen) |  |
| Arten       | Biskuitmasse, Wiener Masse, Sandmasse, Baisermasse, Makronenmasse, Brandmasse | Hefeteig, Plunderteig, Blätterteig, Mürbteig, Lebkuchenteig               |  |

Bei Teigen sollen die Proteine des Mehls (beispielsweise Gluten) vernetzen, dies wird durch Anrühren mit wässriger Flüssigkeit, Kneten, Rasten lassen (mit Quellung) und Auswalken erreicht oder beim Erhitzen (von Brandteig). Um die Vernetzung zu fördern, werden feinste „glatte“ Mehle eingesetzt.
Bei Massen soll verhindert werden, dass die Mehlproteine vernetzen und dadurch die Masse und das fertige Backwerk zäh oder elastisch werden. Die Masse und das Backwerk sollen luftig bröselig bleiben. Verwendet werden dazu grobe „griffige“ Mehle. Fett, Eier, Zucker und andere Bestandteile verhindern oder verlangsamen die Vernetzung der Mehlproteine im Teig. Oder es werden zuerst alle festen Bestandteile gemischt und alle flüssigen und beide Mengen werden sanft zusammengerührt. Beim Schlagen von Eiweiß zu Schaum mit nachfolgendem Zuckerzusatz und Ansäuerung werden auch dadurch die Proteine vernetzt; ist die Vernetzung dann abgeschlossen, können fetthaltige Zutaten eingemischt werden, ohne dass der Schaum bricht. Ein Zuckerzusatz bindet Flüssigkeit im Eischaum, die dann für die Mehlproteinvernetzung nicht mehr zur Verfügung steht.
Massen im Back- oder Konditorhandwerk werden gerührt oder aufgeschlagen (Mehlzusatz am Schluss). Sie werden mit Spritzbeutel dressiert, aufgestrichen oder in Formen gegossen. Typische Beispiele sind Baiser, Hippe (Gebäck) und Biskuittortenböden. In der Praxis haben sich traditionelle Bezeichnungen gehalten, die nicht diesen Regeln entsprechen. So werden beispielsweise flüssige oder zähflüssige Massen wie Pfannkuchenteig und Rührteig gemeinhin auch als Teig bezeichnet.
Auch Käsemassen vor der Reifung, Wurstmassen vor der Abfüllung oder Fleischmassen vor der Formung (Pasteten, Frikadellen) werden oft als Teige bezeichnet. In der Töpferei wird teilweise die Ausgangsmasse auch als Teig bezeichnet. Die Analogie zum Backen ist hier das Brennen.

## Teiglockerung bei Hefeteigen

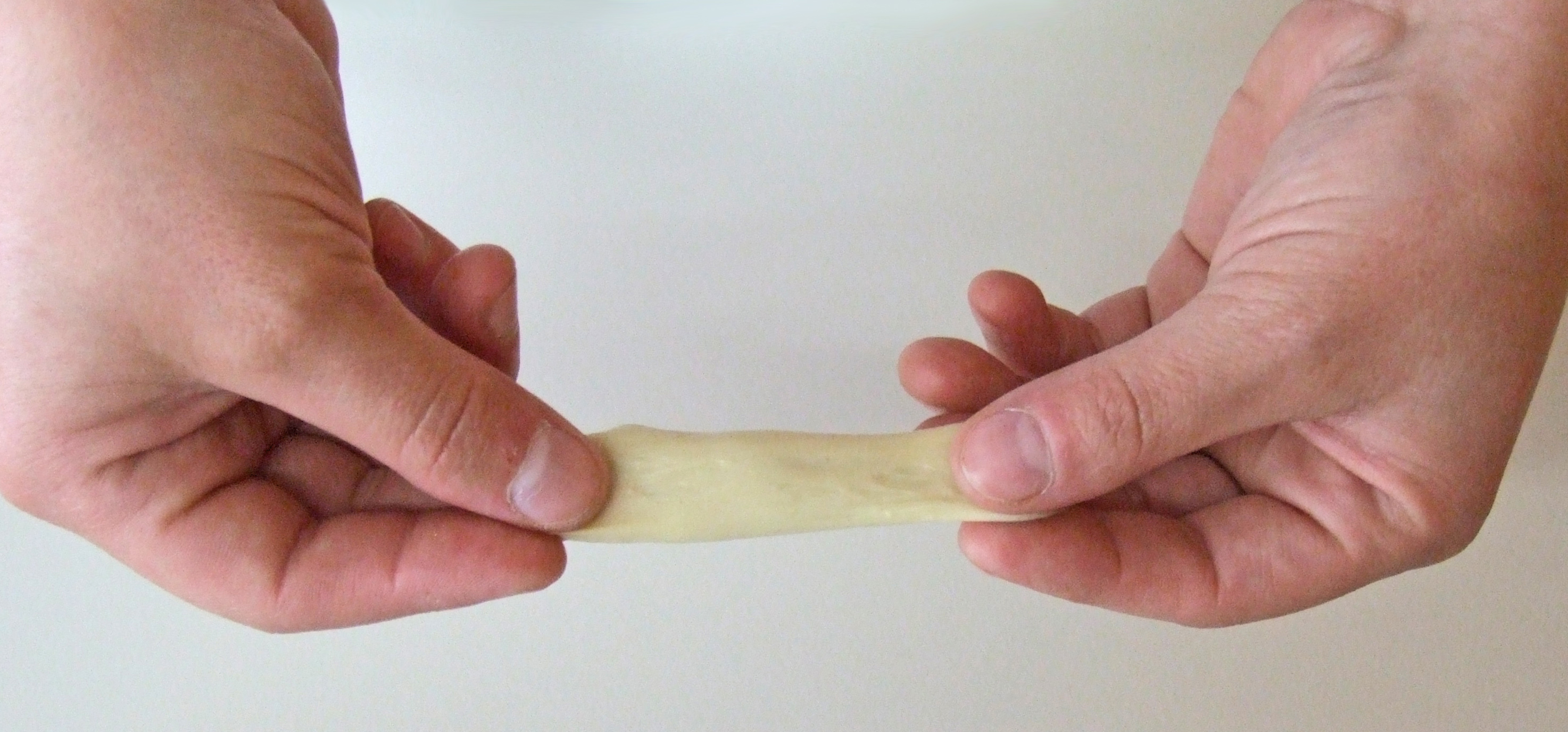
Dehnprobe eines Teiges – Die Dehnbarkeit hängt von der Kleberbeschaffenheit ab

Schematische Darstellung von Disulfidbrücken innerhalb einer Peptidkette eines Proteins.

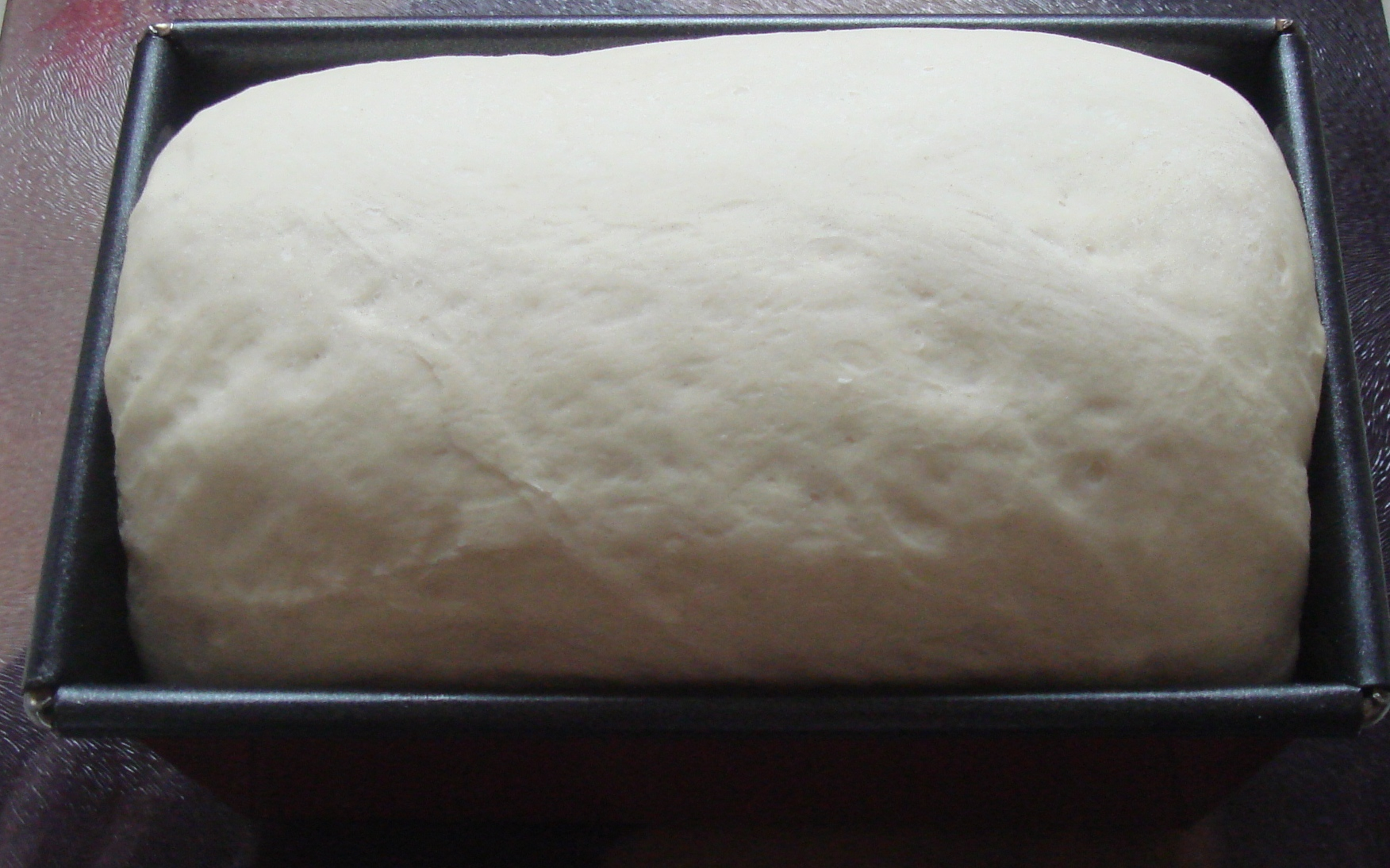
Aufgegangener Brotteig in einer Kastenform

Die Teiglockerung ist erforderlich, damit das Volumen zunimmt und sich im Inneren des Teiges Poren bilden. Erst die Porenbildung ermöglicht es, dass die Gebäcke in der vorgegebenen Backzeit durchgebacken werden können. Voraussetzung für eine gute Porenbildung und Volumenzunahme sind ein elastisches Teiggerüst und eine ausreichende Gas- oder Wasserdampfbildung.

### Ausbildung eines Teiggerüsts
Das Kneten von Teig erfüllt den Zweck, eine elastische Struktur und die gewünschten Backeigenschaften durch die Lockerung des Teigs zu erreichen. Nur wenn ein ausgewogenes Verhältnis von Dehnbarkeit und Dehnwiderstand entsteht, hat der Teig die optimale Beschaffenheit für eine Volumenzunahme durch Gärgase. Dies hängt unmittelbar mit den im Teig befindlichen Proteinen, auch Kleberproteine genannt, zusammen. Proteine sind aus Aminosäuren wie Cystein aufgebaut, welche sich wiederum in der Struktur und Zusammensetzung ihrer Seitenketten unterscheiden. Die Seitenketten können in Redoxreaktionen miteinander reagieren: während Luftsauerstoff zu Wasser reduziert wird, können die Thiolfunktionen der Cysteine untereinander oxidativ Disulfidbrücken ausbilden. Diese Reaktion führt zu einer Vernetzung der Proteine untereinander, sodass die gewünschten Eigenschaften des Teiges ausgebildet werden können. Das im Mehl befindliche Glutathion ist ein weiteres Protein, reagiert jedoch identisch. Allerdings können in glutathionreichen Mehlen freie Thiolfunktionen von Glutathion blockiert werden. Diese Reaktion verhindert die Vernetzung der Proteine untereinander und verschlechtert so die Qualität des resultierenden Teiges. Um dies zu verhindern, wird Backmitteln Vitamin C zugesetzt. Dieses bildet zunächst durch Oxidation mit Luftsauerstoff Dehydroascorbinsäure, welche dann Glutathion oxidiert. Dehydroascorbinsäure selbst wird zurück zu Vitamin C reduziert. Auf diese Weise kann das Glutathion entfernt werden, sodass die Vernetzung der Kleberproteine nicht gestört wird. Die Backqualität des Teiges wird auf diese Weise erhöht.

### Gasbildung durch biologische Lockerung
Bei der Backwarenherstellung kommen verschiedene Lockerungsarten zum Einsatz, in Abhängigkeit vom gewünschten Produkt. Die häufigsten Lockerungsarten dürften die Lockerung durch Backhefe oder Sauerteig sein, die bei der Herstellung von Brot und Brötchen verwendet werden.
Bei der Lockerung durch Hefezellen und/oder Mikroorganismen im Sauerteig werden Zuckerstoffe des Teiges bei ausreichender Gärtemperatur und Gärdauer in Ethanol und Kohlendioxid (CO2) umgewandelt. Das Gärgas bildet im Teig die Poren. Der Alkohol verbindet sich teilweise mit anderen Substanzen, was zu typischen Aromastoffen des Brotes führt. Eine optimale Gärzeit – in Abhängigkeit vom jeweiligen Endprodukt – führt zu einem großen Gebäckvolumen und einem charakteristischen Aussehen.
Wenn die Teiglinge am Ende der Gärzeit in den Backofen „eingeschossen“ werden, findet noch eine weitere Volumenzunahme (Ofentrieb) statt:
1. Bevor die Temperatur im Teig 40–50 °C erreicht, läuft noch eine weitere deutliche Gasbildung ab. Danach sterben die Hefezellen ab.
2. Die Gärgase nehmen gemäß dem Gasgesetz von Gay-Lussac weiter an Volumen zu.